# Соловйов Михайло Альбертович
Михайло Альбертович Соловйов (нар. 1924) — український футболіст і футбольний арбітр.
З 1946 по 1954 рік захищав кольори харківського «Локомотива». Переможець другого дивізіону 1948 і 1952 років. Всього за кар'єру провів 180 лігових матчів (20 голів), у тому числі в класі «А» — 84 матчі (1 гол). У кубку СРСР — 8 матчів (2 голи).
1958 року розпочав арбітраж поєдинків чемпіонату СРСР у класі «А». 12 серпня наступного року дебютував як головний арбітр. У Сімферополі місцевий «Авангард» здобув перемогу над одеським «Чорноморцем» у турнірі команд другого дивізіону. До складу суддівської бригади у тому матчі входили киянин Кривченя і сімферополець Красников.
З 18 грудня 1972 року — суддя всесоюзної категорії. Протягом 16 сезонів обслуговував матчі чемпіонату і кубку СРСР. Провів як головний рефері 8 поєдинків, а в 41 матчі був боковим суддею.
Статистика виступів у чемпіонатах СРСР:
| Сезон        | Команда       | Ліга         | І  | Г  |
| ------------ | ------------- | ------------ | -- | -- |
| 1946         | «Локомотив» Х | Д-2          | 12 | 0  |
| 1947         | «Локомотив» Х | Д-2          | 22 | 2  |
| 1948         | «Локомотив» Х | Д-2          | 13 | 1  |
| 1949         | «Локомотив» Х | Д-1          | 25 | 0  |
| 1950         | «Локомотив» Х | Д-1          | 26 | 1  |
| 1951         | «Локомотив» Х | Д-2          | 33 | 13 |
| 1952         | «Локомотив» Х | Д-2          | 16 | 3  |
| 1953         | «Локомотив» Х | Д-1          | 20 | 0  |
| 1954         | «Локомотив» Х | Д-1          | 13 | 0  |
| Усього в Д-1 | Усього в Д-1  | Усього в Д-1 | 84 | 1  |

Статистика футбольного арбітра:
| Турнір     | Роки      | Головний арбітр | Лайсмен |
| ---------- | --------- | --------------- | ------- |
| Вища ліга  | 1958–1973 | 0               | 40      |
| Кубок СРСР | 1965–1973 | 1               | 1       |
| Перша ліга | 1959–1969 | 7               | 0       |